# Minecraft Dungeons
Minecraft Dungeons er et dungeon-crawler- videospil udviklet af Mojang Studios og Double Eleven og udgivet af Xbox Game Studios . Det er en spin-off af sandbox-videospillet Minecraft og blev udgivet til Microsoft Windows, Nintendo Switch, PlayStation 4 og Xbox One i maj 2020 og til Xbox Series X/S i februar 2021. Det blev også tilpasset til et arkadespil af Raw Thrills.
Minecraft Dungeons modtog blandede anmeldelser, hvor de fleste kritikere anså spillet for sjovt og charmerende og roste dets billeder og musik.

## Gameplay
I modsætning til Minecraft har Minecraft Dungeons ikke en åben verden eller minedrift eller bygning. I stedet er det en peg-og-klik hack og skråstreg -stil  dungeon crawler , gengivet fra et isometrisk perspektiv. Spillere udforsker proceduremæssigt genererede og håndlavede fangehuller fyldt med tilfældigt genererede monstre og beskæftiger sig også med fælder, gåder, chefer og at finde skatte.  Der er intet klassesystem; spillere kan bruge ethvert våben eller rustning, de ønsker.  Spillet inkluderer en lokal med fire spillere og online multiplayer

### Elementer
Spillere kan få genstande fra forskellige steder i spillet, som hver er forskellige, og det anbefales at gå ind i højere vanskeligheder for at få bedre genstande.

#### Fortryllelser
Spillere kan tjene niveauer ved at udføre aktiviteter i spillet for at få deres værktøjer til at have visse evner kaldet Enchantments. Disse gør værktøjerne bedre til at dræbe monstre i spillet, og gode fortryllelseskombinationer kan bringe en spiller igennem de sværeste vanskelige situationer eller spøgsmål.

#### Artefakter og sjæle
Artefakter er specielle genstande med en nedkøling, der puster spilleren eller gør skade på monstre omkring spilleren. Nogle artefakter bruger sjæle til at aktivere i stedet for længere nedkøling (sjæleevner har en lille nedkøling). Sjæle opnås efter et monster er besejret. Fortryllelser og rustninger kan øge sjælens output og give spillerne mulighed for at bruge sjælens evner oftere. Ligesom fortryllelser kan gode artefaktkombinationer gøre forskellen mellem at bestå og mislykkes missionen.

#### Varerangering
Genstandsafkøling, rustning og våbenskade styres med et "Power"-niveau. Jo højere effektniveau, jo bedre værktøj eller emne. Våbenskader er en stigning i pansersundhedsgevinsten eksponentielt, men reduktion af artefaktafkøling ser ud til at være lineær eller en faldende eksponentiel funktion. Spillere kan få adgang til genstande med højere effektniveau ved at gå på quests, der er de samme eller større end deres "Power Level", som er deres gennemsnitlige effekt blandt de udstyrede genstande.
Elementer kan også have sjældenheder som almindelig, sjælden og unik. Sjælden giver minimale til tilfredsstillende fordele, men Unique tilføjer en ekstra evne til elementet, der gør det til målobjektet for spillere, der spiller sent i spillet.
En "forgyldt" genstand er en gratis fortryllelse tilføjet til varen. Det er sjældnere, og det er mere almindeligt at finde dem i midt til sent spil.

## Plot
Minecraft Dungeons foregår i den samme fiktive verden som Minecraft , kendt som "Overworld", bestående af ru 3D-objekter - hovedsageligt kuber og væsker, og almindeligvis kaldet "blokke" - der repræsenterer forskellige materialer og beboet af både fredelige og fjendtlige pøbler . I modsætning til Minecraft har spillet en lineær, historiedrevet kampagne og mellemsekvenser
Den indledende cutscene fortæller historien om en Illager ved navn Archie, som blev drevet væk af sit folk. Mens han ledte efter et nyt hjem, blev han tvunget til at forlade hver eneste landsby, han fandt, fordi landsbyboerne ikke tillod ham at bo hos dem. En dag faldt Archie over en kraftfuld artefakt kendt som " Dinansens orb" Den sidste scene i cutscenen viser mutanten Enderman, der kravler ud af portalen. I spillet, efter at have besejret Archie, låser spillere op for nye vanskeligheder, der gør spillet mere udfordrende, men giver bedre belønninger.

### Indhold, der kan downloades
Der er seks udvidelsespakker, der fortsætter spillets historie:
- I Jungle Awakens rejser spillerne til en jungle, der er blevet ødelagt af et skår af Dominansens Orb, hvilket gør dens indbyggere til voldelige monstre. I slutningen af udvidelsen står spillerne over for en boss , "Jungle Abomination", før de ødelægger Orb-skåren og befrier junglen for dens korruption.
- I Creeping Winter ændres placeringen til en ø, der er fanget i en evig vinter, og den sidste chef er "Wretched Wraith", men forudsætningen forbliver den samme.
- I Howling Peaks er placeringen de vindblæste tinder af et bjerg, og den sidste chef er "Tempest Golem".
- Flames of the Nether , der foregår i Nether, er den eneste udvidelse, der ikke indeholder historieelementer.
- Hidden Depths vender tilbage til præmissen for de første tre udvidelser og får spillere til at rejse til den skumle bund af et dybt hav, der er ødelagt af en orb-skår. Den sidste chef er "Ancient Guardian".
- Echoing Void er afslutningen på Orb of Dominance-historien, og ser spillerne rejse til Enden for at ødelægge det sidste skår, mens de står over for forskellige monstre undervejs, med "Vengeful Heart of Ender" som den sidste chef.

1. ↑  Navnet er anført på bokmål og stammer fra Wikidata hvor navnet endnu ikke findes på dansk.